# James Carroll Beckwith
James Carroll Beckwith (Hannibal, 23 settembre 1852 – New York, 24 ottobre 1917) è stato un pittore statunitense.

## Biografia
Carroll Beckwith, come preferiva farsi chiamare, nacque nel Missouri il 23 settembre 1852, da N. M. Beckwith. Suo padre fu Commissario Generale degli Stati Uniti all'Esposizione Universale di Parigi del 1867. Crebbe a Chicago, dove suo padre aveva un'attività commerciale. Nel 1868, all'età di 16 anni, cominciò a studiare pittura alla Chicago Academy of Design con Walter Shirlaw finché il grande incendio di Chicago del 1871 non distrusse gran parte della città.
Andò quindi a vivere a New York, dove si iscrisse alla National Academy of Design (di cui, più tardi, sarebbe diventato membro), studiando con Lemuel Wilmarth.
Dal 1873 al 1878, visse a Parigi, seguendo i corsi di Adolphe Yvon e studiando con Carolus-Duran che lo prese insieme a John Singer Sargent come assistente per dipingere i murali del Palais du Luxembourg. Ritornato negli Stati Uniti nel 1878, diventò gradualmente una delle figure più rappresentative della pittura del suo paese. Fu professore all'Art Students League of New York dal 1878 al 1882 e poi dal 1886 al 1887.

## Galleria d'immagini

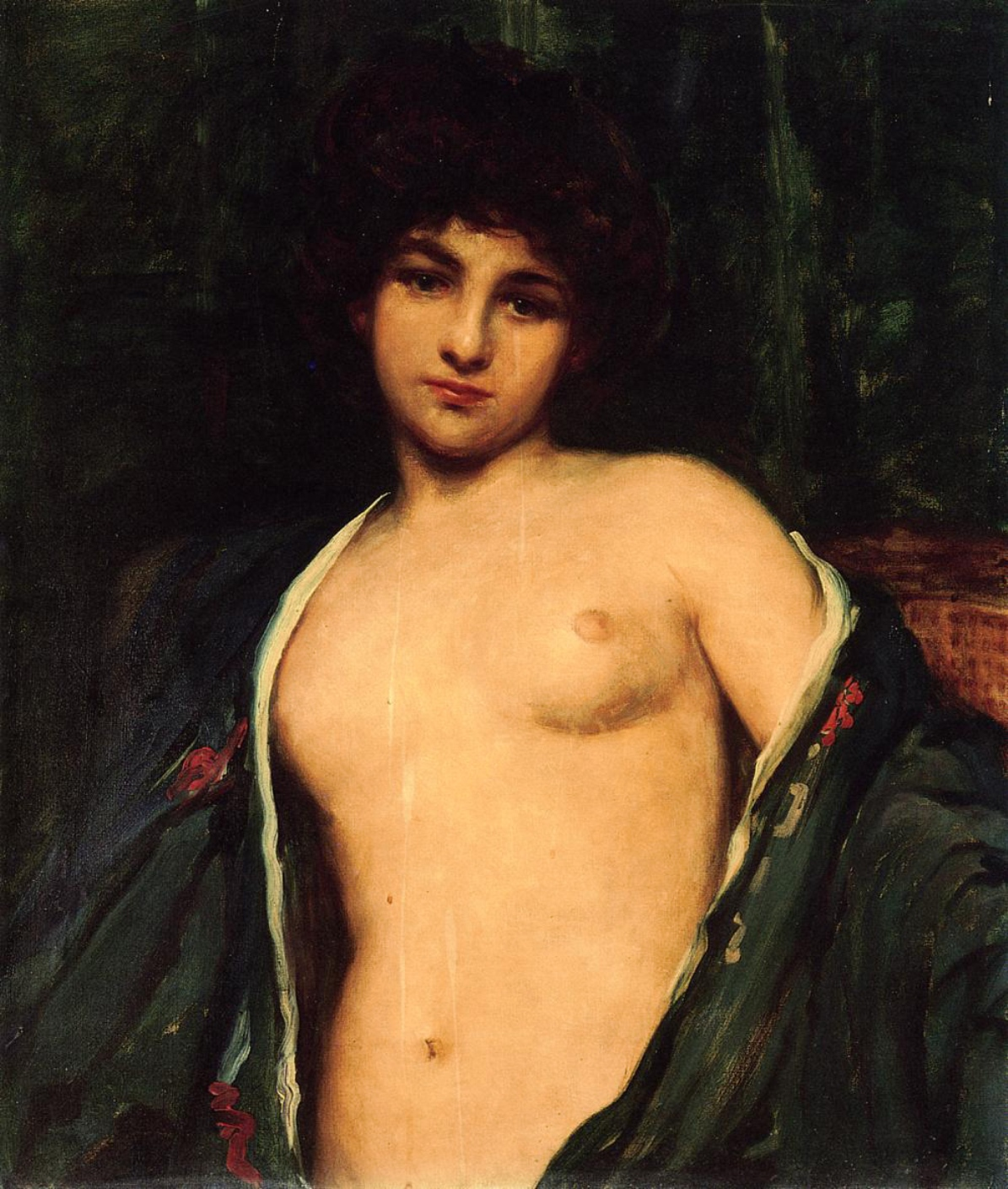
Evelyn Nesbit
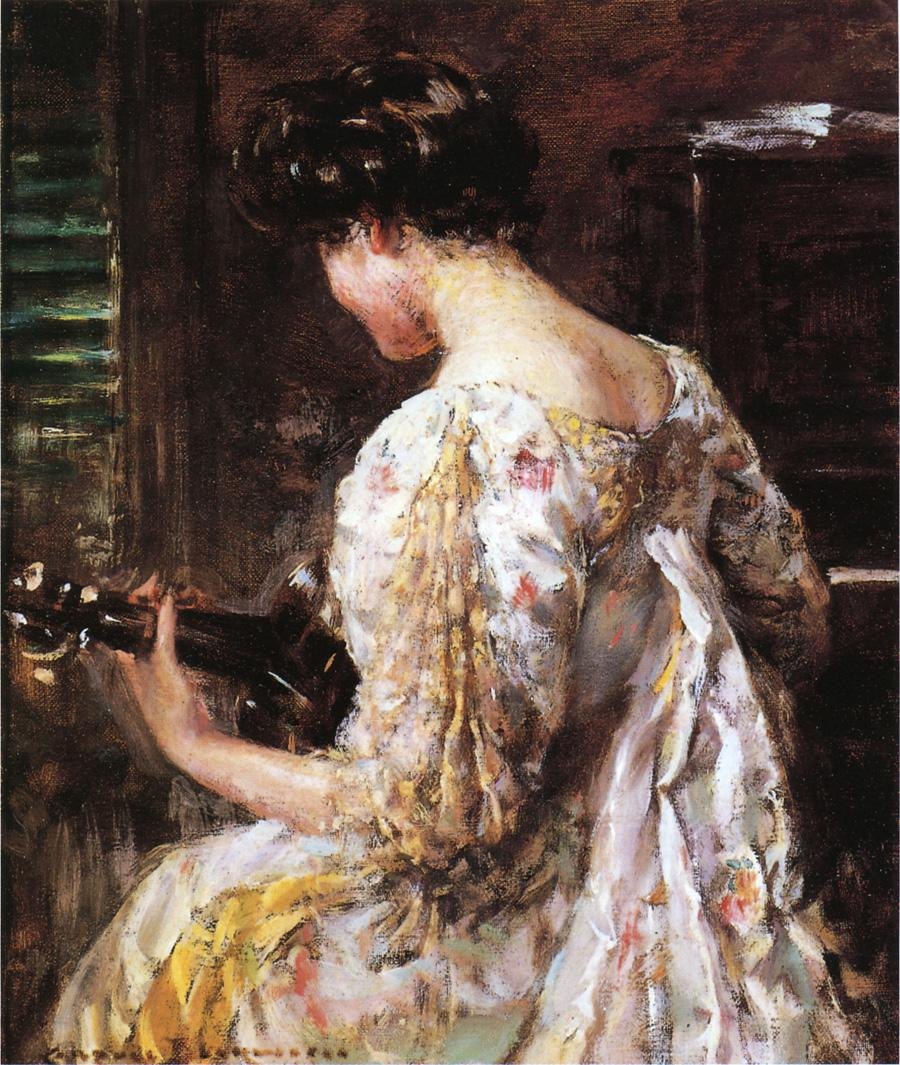
Donna con chitarra
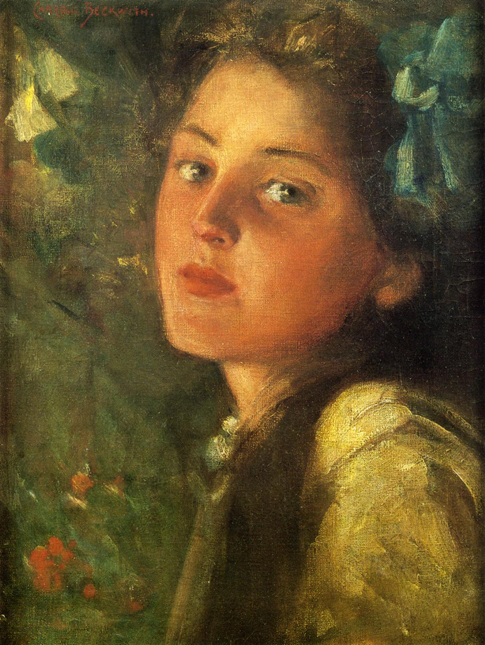
Sguardo nostalgico
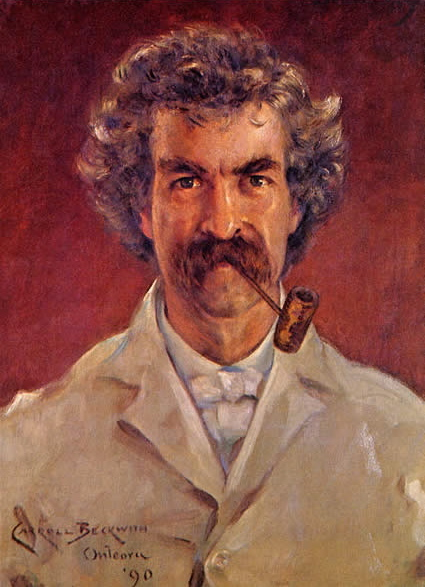
Mark Twain
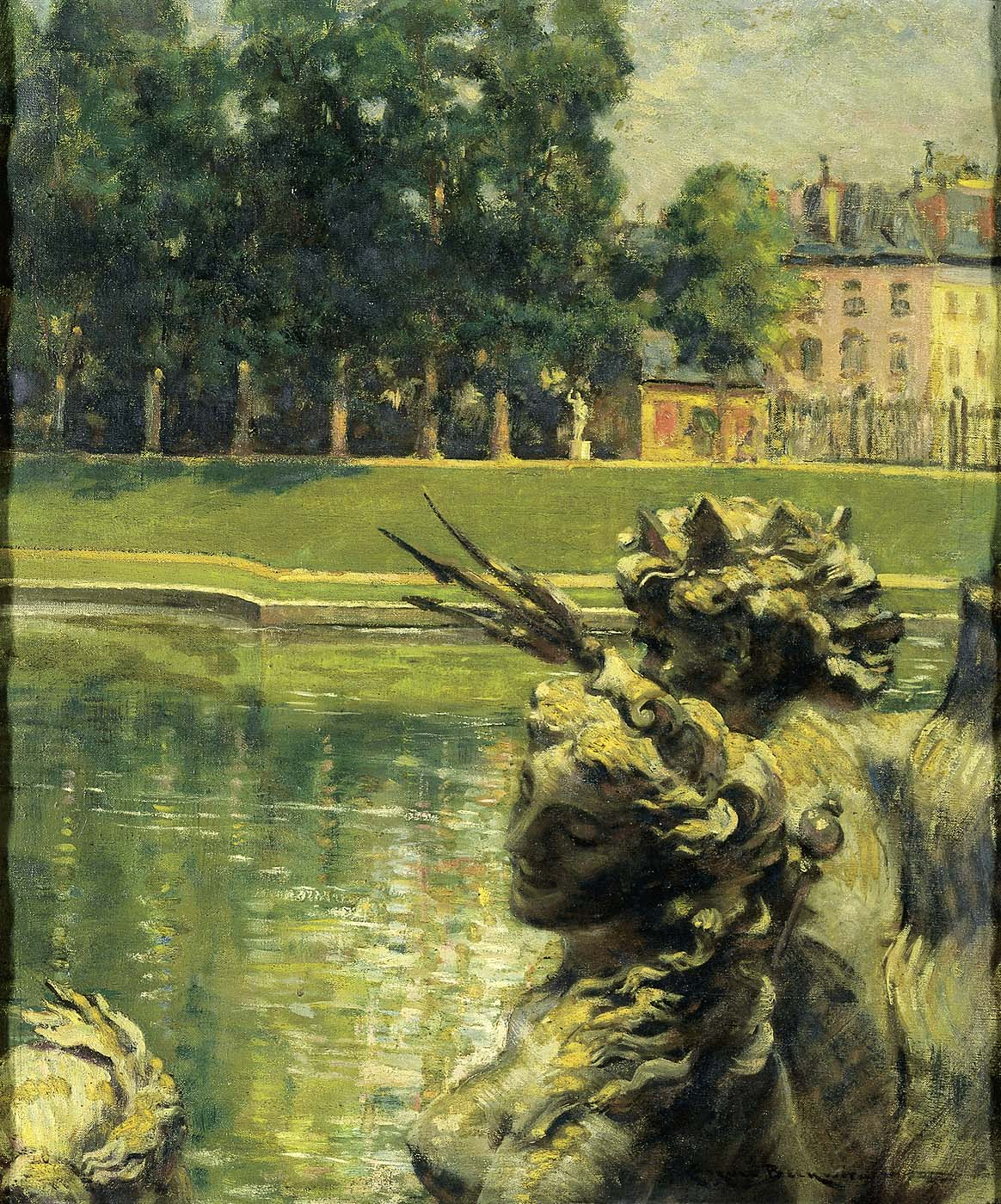
Versailles, Vasca di Nettuno
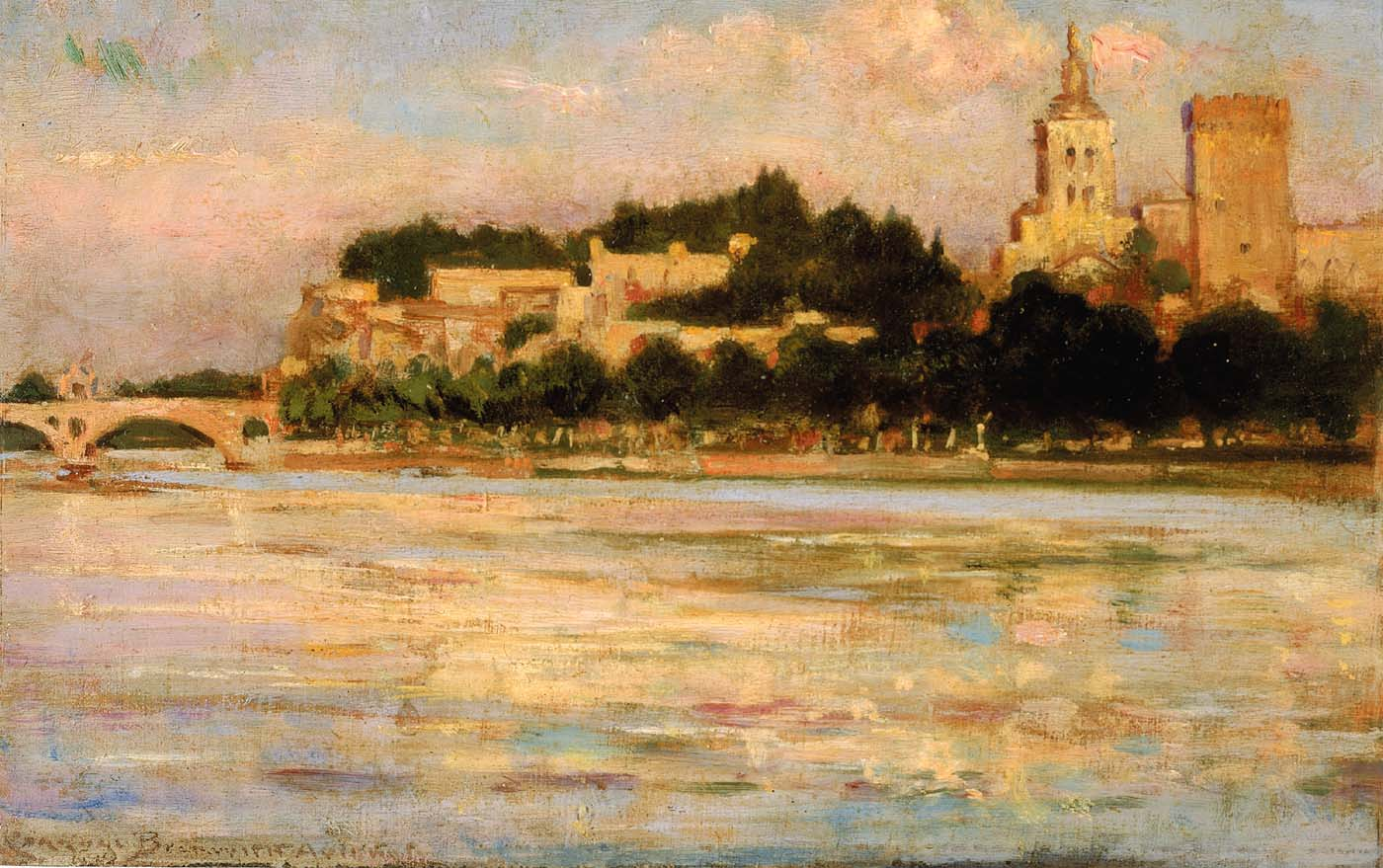
Avignone, Il palazzo dei Papi e il ponte St. Bénezet
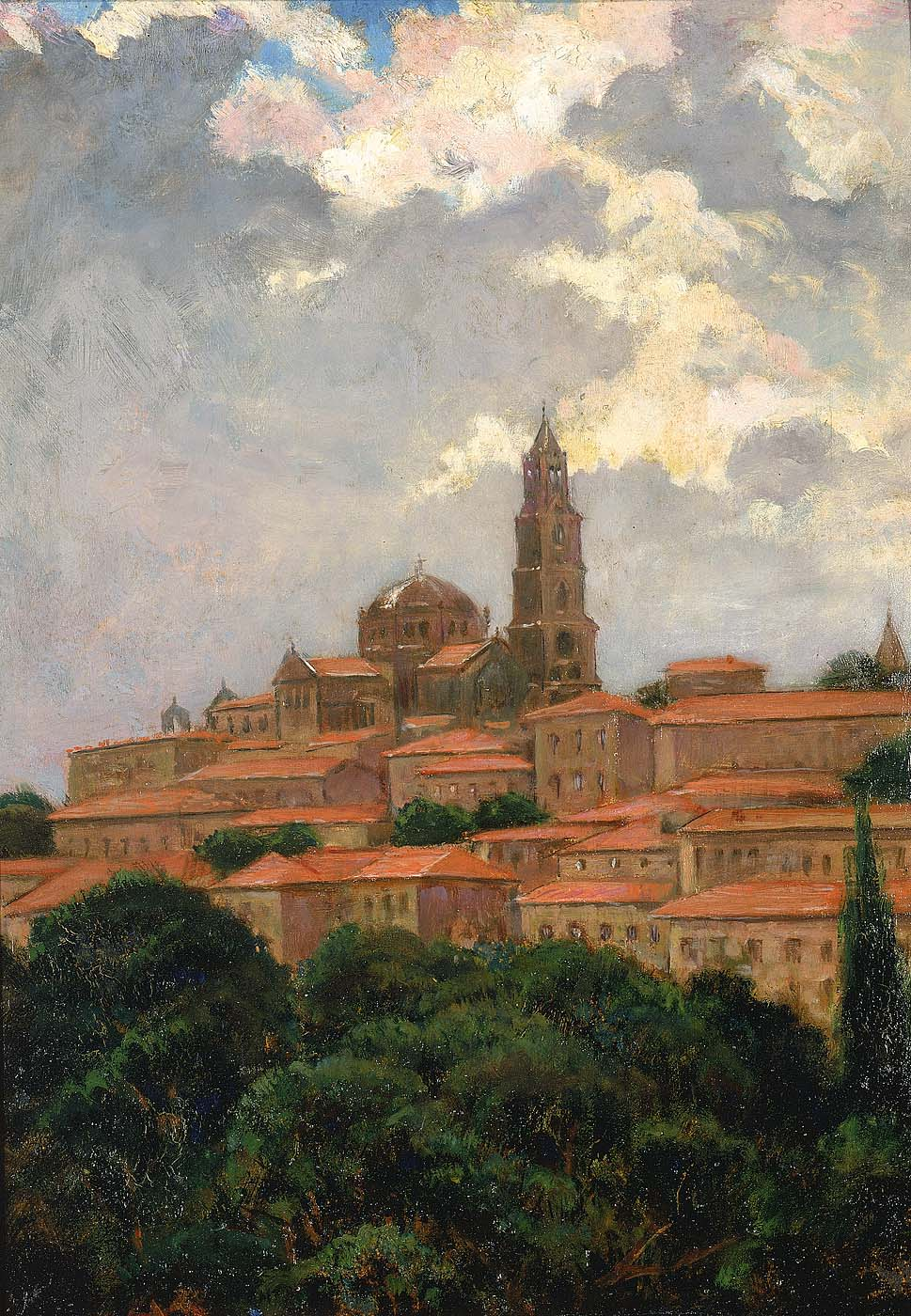
La cattedrale di Le Puy

## Nome
1. 1 2   Copia archiviata, su cartage.org.lb. URL consultato il 12 giugno 2010 (archiviato dall'url originale il 15 marzo 2012). Biography of James Carroll Beckwith